# こどもホール
『こどもホール』は、1959年4月8日から1961年3月29日までNHK総合テレビが編成したテレビドラマ放送枠である。

## 概要
『こども風土記』のリニューアル版で、同様に子供向けの短編ドラマを放送した。1959年度にはNHK大阪放送局とNHK名古屋放送局が交互に番組制作を担当したが、1960年度には名古屋放送局が『この光は消えず』の制作担当になったため、大阪放送局の単独制作へと移行した。

## 編成時間
いずれも日本標準時。
- 水曜 18:07 - 18:35 （1959年4月8日 - 1960年3月30日）
- 水曜 18:00 - 18:30 （1960年4月6日 - 1961年3月29日）

## 放送作品一覧
| 放送回   | 話数 | 作品名                         | 初回放送日    | 最終回放送日   |
| -------- | ---- | ------------------------------ | ------------- | -------------- |
| 1 - 4    | 1    | ロロの冒険                     | 1959年4月8日  | 1959年4月29日  |
| 5 - 8    | 2    | 次郎物語                       | 1959年5月6日  | 1959年5月27日  |
| 9 - 12   | 3    | ものいうかしの木               | 1959年6月3日  | 1959年6月24日  |
| 13 - 21  | 4    | 二月さん                       | 1959年7月1日  | 1959年8月26日  |
| 22 - 26  | 5    | どかん横丁                     | 1959年9月2日  | 1959年9月30日  |
| 27 - 30  | 6    | パンドラの箱                   | 1959年10月7日 | 1959年10月28日 |
| 31 - 34  | 7    | 明日をつくる人々               | 1959年11月4日 | 1959年11月25日 |
| 35 - 39  | 8    | 団地のダンちゃん               | 1959年12月2日 | 1959年12月30日 |
| 40 - 43  | 9    | 嘉納治五郎                     | 1960年1月6日  | 1960年1月27日  |
| 44 - 47  | 10   | ひょうたんの子                 | 1960年2月3日  | 1960年2月24日  |
| 48 - 52  | 11   | ともしび                       | 1960年3月2日  | 1960年3月30日  |
| 53 - 65  | 12   | 渦潮の誓い                     | 1960年4月6日  | 1960年6月29日  |
| 66 - 74  | 13   | 二人の船造り                   | 1960年7月6日  | 1960年8月31日  |
| 75 - 78  | 14   | たぬき子だぬきアカ・ピコ・ボン | 1960年9月7日  | 1960年9月21日  |
| 79 - 82  | 15   | 新美南吉の童話から             | 1960年10月5日 | 1960年10月26日 |
| 83 - 103 | 16   | がんばれ!ヒデヨシくん          | 1960年11月2日 | 1961年3月29日  |